# Beatrice Regina della Scala
Beatrice Regina della Scala (ur. w 1333 w Sant’Angelo Lodigiano, zm. 18 czerwca 1384 Mediolanie), szlachcianka włoska, żona współrządcy Mediolanu Bernabò Viscontiego.

## Życiorys

Herb rodu della Scala

Była córką Mastino II della Scala (1308–1351), pana Werony, Vicenzy, Padwy, Parmy, Brescii i Lukki. Jej matką była Taddea di Carrara. Beatrice miała trzech braci: Cangrande II (1332–1359), Cansignorio (1340–1375) i Paolo Alboino (1343–1375). Każdy z nich był panem Werony i Vicenzy.
27 września 1350 poślubiła, tak jak było przewidziane od 1345, Bernabò Viscontiego, który razem z braćmi Matteo i Galeazzo miał rządzić Mediolanem po stryju Giovannim. Od tego czasu Beatrice mieszkała w pałacu San Giovanni in Conca w Mediolanie. Wydała na świat piętnaścioro dzieci:
- Taddea (1351–28 września 1381), poślubiła księcia Stefana III Bawarskiego;
- Verde, (1352–1414), poślubiła Leopolda II Habsburga;
- Marco (1353–3 stycznia 1382), pan Parmy, w 1367 poślubił Izabelę Bawarską;
- Ludovico (1355–7 marca 1404), rządca i pan Parmy oraz Lodi poślubił Violante Visconti;
- Walentyna, (1357–1393), poślubiła w 1378 Piotra II Cypryjskiego;
- Rodolfo (1358–1389), pan Pavii;
- Carlo, (1359–1403), pan Parmy, poślubił w 1382 Beatrice d'Armagnac;
- Antonia, (1360-26 marca 1405) poślubiła w 1380 Eberharda III Wirtemberskiego;
- Katarzyna, (1362-1404), poślubiła w 1380 Gian Galeazzo Viscontiego, księcia Mediolanu;
- Agnese, (1363–1391), poślubiła w 1380 Franciszka I Gonzagę, pana Mantui;
- Magdalena, (1366-17 lipca 1404), poślubiła w 1381 Fryderyka II Bawarskiego;
- Gianmastino, (1370–1405), pan Bergamo i Ghiara D'Adda, poślubił w 1385 Cleofe della Scala, córkę Antonio I, pana Werony;
- Lucia, (1372–14 kwietnia 1424), poślubiła w 1407 Edmunda Holanda, 4° Księcia Kentu;
- Elisabetta, (1374-2 lutego 1432), poślubiła w 1395 Ernesta Bawarskiego;
- Anglesia, (1377-12 października 1439), poślubiła ok. 1400 Janusa Cypryjskiego.

Beatrice Regina była dobrym politykiem i zarządcą. Zarządzała ogromnymi posiadłościami i kiedy zachodziła potrzeba, prowadziła nawet wojsko do walki. Z jej inicjatywy został zbudowany w Mediolanie kościół Santa Maria della Scala, od którego później wziął nazwę teatr La Scala (wł. Teatro alla Scala).